# 主从复句
主从复句，又称偏正复句，是由一个主句和一个从句构成的复句。从句通常分为三种：定语从句、状语从句和名词性从句。

## 定语从句
| 马来语： | Saya   | menghargai | peluang  | yang                 | di-beri            | oleh   | nya.   |  |
|          | （我） | （珍惜）   | （机会） | （补语化成分引导词） | （无论给予的什么） | （被） | （他） |  |

“我非常珍惜他提供给我的这个机会。”
| 法语： | J             | ’ai rencontré     | Pierre     | qui                  | m'a           | parlé             | de       | toi.   |  |
|        | （我-助动词） | （遇见-过去分词） | （皮埃尔） | （补语化成分引导词） | （我-助动词） | （谈论-过去分词） | （关于） | （你） |  |

“我遇见皮埃尔了，他跟我谈起你。”
汉语：我们没有去你推荐的那间画廊。
| 日语： |             |          |             |            |            |            |        |  |
|        | Watashi-no  | mita     | hito-wa     | yuumei     | na         | kashu      | desu.  |  |
|        | （我-主格） | （看见） | （人-主格） | （著名的） | （功能词） | （歌唱家） | （是） |  |

“我见到的那个人是著名的歌唱家。”
（注：no标示从句中的主格；wa标示主句中的主格。）

## 状语从句
| 日语： |          |              |        |        |          |  |
|        | Samenai  | uchi         | ni     | tabete | kudasai. |  |
|        | （变凉） | （在……之前） | （没） | （吃） | （请）   |  |

“请趁热吃。”
| 马来语： | Walaupun | sudah    | pergi        | mereka   | masih      | menjadi  | ahli     | persatuan  | kami.      |  |
|          | （尽管） | （已经） | （他们离开） | （他们） | （仍然是） | （保留） | （会员） | （俱乐部） | （我们的） |  |

“他们离开之后，仍然还是我们俱乐部的成员。”
| 德语： | Seit     | sie    | in     | Deutschland | lebt,         | haben  | wir      | keinen   | Kontakt  | mehr.      |  |
|        | （自从） | （她） | （在） | （德国）    | （住-现在时） | （有） | （我们） | （没有） | （联系） | （更多的） |  |

“自从她住到德国，我们就没有再联系了。”
汉语：要写出这样的论文，我们需要大量地阅读并深入地思考。

## 名词性从句
名词性从句在语句中可以承担主语、宾语以及同位语等作用。
| 马来语： | Itu                  | tidak  | sangat   | penting  | jika     | dia    | dating | atau     | tidak. |  |
|          | （补语化成分引导词） | （不） | （非常） | （重要） | （是否） | （他） | （来） | （或者） | （不） |  |

“他来不来并不很重要。”
汉语：他们如此拒绝就是对我们的挑战。”
| 英语： | That                 | they     | need     | his      | help     | is     | obvious.   |  |
|        | （补语化成分引导词） | （他们） | （需要） | （他的） | （帮助） | （是） | （明显的） |  |

“他们需要他的帮助是显而易见的。”
| 法语： | Ce que               | je     | veux   | savoir,  | c      | 'est   | qui    | l'a           | cassé             |  |
|        | （补语化成分引导词） | （我） | （想） | （知道） | （这） | （是） | （谁） | （它-助动词） | （打破-过去分词） |  |

“我想要知道的就是谁把它给打破了。”
| 西班牙语： | Se     | lo     | preguntaré      | cuando               | lo     | vi.      |  |
|            | （我） | （他） | （询问-将来时） | （补语化成分引导词） | （他） | （看见） |  |

“我会问他我什么时候能见到他。”
| 日语： |            |          |        |        |                |            |  |
|        | Raishuu    | Amerika  | e      | kaeru  | koto ni natte  | imasu.     |  |
|        | （下星期） | （美国） | （往） | （回） | （已经决定去） | （现在时） |  |

“我已经决定下星期回美国。”